# John Mayer
John Clayton Mayer (ur. 16 października 1977 w Bridgeport) – amerykański kompozytor, wokalista i gitarzysta. Karierę muzyczną rozpoczął w 1998. W swojej muzyce łączy style pop, rock, blues i soul.

## Życiorys
John Mayer urodził się w 16 października 1977 w Bridgeport jako syn Margaret i Richarda Mayera. Ma dwóch braci – starszego Carla i młodszego Bena. Wychował się i uczęszczał do szkoły w Fairfield w Connecticut. Jego ojciec jest Żydem, on sam stwierdził, że czuje się „pół-Żydem”.
Gdy usłyszał solówkę gitarową Marty McFlya z filmu Powrót do przyszłości, zaczął interesować się tym instrumentem. Gdy miał 13 lat ojciec wypożyczył dla niego gitarę. Sąsiad dał mu kasetę z nagraniami Steviego Raya Vaughana, co wzbudziło w Mayerze miłość do bluesa. Zaczął pobierać lekcje gry od właściciela lokalnego sklepu z gitarami, Ala Ferrante. Mayer wyznał, iż tak się wtedy wciągnął w grę na tym instrumencie, że jego rodzice dwukrotnie zabrali go do psychiatry, który jednak nie stwierdził abnormalności w rozwoju Mayera. Po dwóch latach nauki zaczął grać w barach i innych miejscach. Występował sam lub jako członek zespołu Villanova Junction (nazwanym tak po piosence Jimiego Hendriksa) z Timem Procacinnim, Joem Beleznayem oraz Richem Wolfem. Mayer ukończył dwa semestry w muzycznym uniwersytecie Berklee. Przerwał naukę aby kontynuować karierę solową bazującą na dotychczasowym dorobku autorskim.
W wieku lat 17 Mayer spędził kilka dni w szpitalu ze względu na arytmię serca. Mayer wyznał, że po tym przeżyciu zaczął pisać teksty piosenek. Zaczął też miewać ataki paniki. Bał się, że skończy w szpitalu psychiatrycznym. Aby kontrolować wspomniane ataki, Mayer cały czas bierze Xanax.
Po ukończeniu szkoły ponad rok pracował na stacji benzynowej i za oszczędzone pieniądze kupił pierwszą gitarę, oryginalną Stevie Ray Vaughan Fender Stratocaster, na której gra do dziś.

## Kariera muzyczna

### Początki kariery (1996–1999)
W wieku lat 19 Mayer rozpoczął studia w Berklee College of Music w Bostonie. Po dwóch semestrach przerwał naukę i założył ze swoim znajomym, Clayem Cookiem, duet LoFi Maters. Gdy Mayer zaczął skłaniać się ku muzyce popowej, Cook porzucił duet i Mayer rozpoczął karierę solową.
Wraz z Glenem Matuloo nagrał Mayer swoją pierwszą EPkę Inside Wants Out. Cook był współautorem wielu utworów na tej płycie, przede wszystkim bardzo popularnego singla „No Such Thing”. Jednak jedyny faktyczny wkład Cooka w nagrywanie słychać tylko w postaci wokali wspierających w piosence „Comfortable”. W nagrywaniu otwierającego płytę utworu, „Back To You”, wziął udział cały zespół, razem ze współproducentem płyty Davidem „DeLa” LaBruyere na gitarze basowej. Promując płytę, Mayer i LaBruyere grali w Georgii i okolicznych stanach.

### Pierwsze sukcesy (2000–2004)
W marcu 2000 roku po występach na South by Southwest Festival Mayerem zainteresowało się przedsiębiorstwo Aware Records, które wiosną 2001 roku wydało pierwszy album Mayera Room for Squares w formie internetowej. W tym samym czasie Aware zawarło umowę z Columbia Records, na podstawie której Columbia miała pierwszeństwo w podpisywaniu umów z artystami związanymi z Aware. We wrześniu Colmubia zremiksowała i ponownie wydała Room for Squares, tym razem także w formie fizycznej. Z okazji „debiutu” (z uznaną marką) została przerobiona okładka albumu, oraz została dodana piosenka „3x5”.
Utwory „No Such Thing”, „Why Georgia” i „Your Body Is A Wonderland” stały się radiowymi hitami. Album został dobrze przyjęty przez krytyków, a sam Mayer zaczął być porównywany do Dave’a Matthewsa. Za „Your Body Is a Wonderland” Mayer otrzymał w 2003 roku pierwszą Nagrodę Grammy. Dziękując za nagrodę, powiedział „To wszystko dzieje się bardzo, bardzo szybko, ale obiecuję, że nadgonię.” Metaforycznie stwierdził też, jako miałby mieć szesnaście lat, co potem zostało podłapane i błędnie interpretowane dosłownie.
W 2003 roku ukazało się pierwsze koncertowe CD/DVD Any Given Thursday i drugi album Heavier Things. Chociaż Heavier Things nie odnosił takich komercjalnych sukcesów jak pierwszy album Mayera, utwór „Daughters” osiągnął pierwsze miejsce na liście przebojów Billboardu i został odznaczony drugim Grammy Award jako Best Song of the Year.
W trakcie swojego tournée w 2004 roku Mayer nagrywał swoje występy, które były udostępniane pod nazwą AS/IS na iTunes.
Od tamtej pory popularność Mayera stale rosła, co wyraziło się natychmiast w jego wartości komercyjnej. Mayer stał się twarzą takich kampanii reklamowych jak Apple Inc., Volkswagena i BlackBerry. W trakcie tournée Continuum w USA, której głównym sponsorem był RIM przeprowadzona została gigantyczna akcja reklamowa BlackBerry.
W 2006 roku Mayerowi został przyznany David Starlight Award w Songwriters Hall of Fame.

### Zmiany w stylu muzycznym i John Mayer Trio (2005)
W trakcie swojej kariery Mayer współpracował z wieloma muzykami. Za jego wkład do utworów Commona „Go!” i Kanye West „Bittersweet Poetry” zyskał wysokie uznanie sław hiphopu Jay-Z i Nelly’ego.
W tym samym czasie Mayer zaczął zmieniać swój styl muzyczny coraz bardziej oddalając się od popu. W roku 2005 rozpoczął współpracę z legendami bluesowymi B.B. Kingiem, Buddym Guyem i Erikiem Claptonem oraz jazzowymi Johnem Scofieldem i Herbiem Hancockiem.
W stylu muzycznym Mayera pojawiły się wyraźniejsze wpływy bluesa i jazzu, w jego stylu gry na gitarze Mayer wzoruje się na Jimim Hendriksie, Steviem Rayu Vaughanie, Robercie Crayu, czy Freddiem Kingu.
Wiosną 2005 roku Mayer utworzył wraz ze sławnym basistą Pino Palladino i perkusistą Steve’em Jordanem John Mayer Trio. Trio grało mieszankę bluesowo-rockową i występowało jako przedgrupa na większych koncertach The Rolling Stonesów w trakcie ich tournée po Stanach Zjednoczonych. W tym samym roku ukazał się koncertowy album Try!.
W programie Trio były między innymi utwory Jimiego Hendriksa: „Bold as Love” i „Wait Until Tomorrow”.
Latem 2006 roku Trio ogłosiło przerwę w działalności, chociaż Mayer zapowiedział, że istnieją plany wspólnego albumu studyjnego. W październiku 2007 roku Trio wystąpiło na koncercie Mayera Where the Light Is – John Mayer Live in Los Angeles, który został nagrany i wydany na DVD pod tym samym tytułem w lipcu 2008. Nagranie to otrzymało nominację do Grammy Award.

### Continuumi dalsze projekty (2006–2008)
Trzeci album Mayera Continuum który pojawił się we wrześniu 2006 roku, został wyprodukowany przez samego Mayera w kooperacji ze Steve’em Jordanem. Mayer odwrócił się od muzyki popowej i powrócił do bluesowych korzeni, ta zmiana stylistyczna została pozytywnie przyjęta przez krytyków i wzmocniła status Mayera jako jednego z przodujących gitarzystów swojej generacji. Utwory „Vultures” i „Gravity” ukazały się wcześniej na albumie Try!. Jako pierwszy singiel ukazał się „Waiting on the World to Change”. Utwór ten nie tylko stał się komercyjnym sukcesem, ale także ze względu na zaangażowany tekst często używany był w programach telewizyjnych i na koncertach charytatywnych nawiązujących do problemów, także politycznych, na świecie.
Z utworami „Waiting on the World to Change” i „Slow Dancing in a Burning Room” Mayer wystąpił w serialu CSI: Kryminalne zagadki Las Vegas, z „Gravity” w Dr House i Wzór.
W grudniu 2006 roku Mayer otrzymał kolejnych pięć nominacji do Grammy Award, z których otrzymał dwa, za utwór „Waiting on the World to Change” i za album Continuum.
W lutym 2007 John Mayer ukazał się wraz z Johnem Frusciante i Derekiem Trucksem na okładce magazynu Rolling Stone, w którym ogłoszono ich jako nowych bogów gitary. Mayer otrzymał wtedy przezwisko „Slowhand Junior” w nawiązaniu do Erica Claptona, którego przezwiskiem jest „Slowhand”.
W tym samym roku Mayer został wybrany przez Time jednym ze stu najbardziej wpływowych osób świata 2007.
W lutym 2007 Mayer był organizatorem rejsu przez Karaiby na statku Carnival Victory znanego jako „The Mayer Carrier”. W trakcie trzydniowej imprezy wystąpili obok Mayera David Ryan Harris, Brett Dennen i inni.
W marcu 2009 odbył się „The Mayer Carrier 2”.

### Battle Studies (2009–2012)
Pod koniec roku 2008 Mayer wynajął willę w Hidden Hills i zamienił ją w bazę swojego nowego projektu „Battle Studies”. Pokoje zostały zamienione w studia nagraniowe i Mayer rozpoczął pracę nad kolejnym albumem. Przez okres kilku miesięcy poprzez filmy i komentarze na swojej stronie internetowej informował swoich fanów o postępach w pracy i prezentował najnowsze eksperymenty nagraniowe. W trakcie The Mayer Carrier 2 wystąpił z dwoma gotowymi utworami „Half of My Heart” i „Heartbreak Warefare”.
Nad albumem współpracowali ponownie Steve Jordan i Pino Palladino, a w utworze „Half of My Heart” wystąpiła z Mayerem Taylor Swift. Pierwszy singel „Who Says” ukazał się w handlu 13 października 2009.

### Born and Raised, Paradise Valley (2012–2013)
Po nagraniu albumu Battle Studies i zakończenia trasy koncertowej z nim związanej artysta rozpoczął nagrania swojego piątego studyjnego albumu Born and Raised. Sam muzyk twierdzi, że jest to jego najbardziej szczere dzieło. Album jest utrzymany w klimacie muzyki folkowej oraz country. Kolejny album Mayera – Paradise Valley, wydany rok później, zostało nagrany w podobnej stylistyce muzycznej.

### The Search for Everything (od 2017)
Po czteroletniej przerwie od nagrywania John Mayer powrócił ze swoim siódmym albumem The Search for Everything, na którym powrócił do popowej stylistyki.

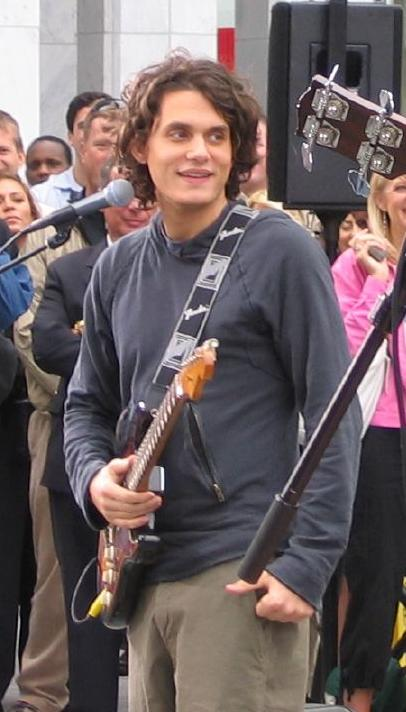
John Mayer w CBS Early Morning Show

## Dodatkowe projekty

### Działalność charytatywna
W roku 2002 Mayer założył organizację Back To You. Organizacja ta zajmuje się zbiorem środków dla projektów socjalnych, zdrowotnych, rozwoju nauki, sztuki i wsparcia osób utalentowanych. Poza zbiorem funduszy Mayer organizuje w tym celu aukcje przygotowanych przez niego nagrań gitarowych, sygnowanych przez niego koszulek, płyt. Aukcje te odbywają się w internecie i cieszą się dużym powodzeniem.
W 2007 roku Mayer rozpoczął projekt „Another Kind of Green” zajmujący się problemami globalnego ocieplenia.
Wraz z muzykami takimi jak Sting, Suzanne Vega, Dave Matthews czy Alanis Morissette nagrał Mayer album Songs for Tibet. Album ten demonstruje poparcie dla Tybetu i Dalaj Lamy.
Mayer brał udział również w Koncercie Live Earth w East Rutherford występując z piosenkami „Belief”, „Vultures”, „Gravity” i „Waiting on the World to Change”.
1 kwietnia 2009 roku Mayer wystąpił z Queen Latifą w wydaniu specjalnym Ulicy Sezamkowej, poświęconym problemom rodzin powracających z wojny kalekich żołnierzy amerykańskich. W programie została wykorzystana piosenka „Say”.

### Gitary
W roku 2003 przedsiębiorstwo Martin Guitars podpisało z Mayerem umowę o wyprodukowaniu specjalnie sygnowanej gitary akustycznej. Gitara ta nosi nazwę „OM-28 John Mayer” i została wyprodukowana wedle specjalnych jego życzeń i wskazówek w nakładzie 404 sztuk. Mayer posiada egzemplarz nr 83.
W 2005 roku podpisał Mayer umowę z przedsiębiorstwem Fender na zaprojektowanie dwóch Stratocasterów (John Mayer Signature Stratocaster RW 3 Tone Sunburst i John Mayer Signature Stratocaster Olympic White). Fender wyprodukował również trzecią gitarę elektryczną, specjalne wydanie z tournée Continuum o nakładzie zaledwie 100 sztuk, z których wszystkie mają autograf Mayera.
W 2006 roku Martin Guitars wydał nową wersję gitary Mayera, który ma zalety poprzednika, ma jednak być dostępniejsza w cenie. W tym samym roku Fender rozpoczął pracę nad SERIES II John Mayer.
Mayer sam również kolekcjonuje gitary. Jego kolekcja obejmuje około 200 sztuk.
Najbardziej znaną gitarą na której gra Mayer jest Fender Black Relic Stratocaster.
W marcu 2018 roku firma PRS Guitars wydała gitarę sygnowaną przez Mayera – Silver Sky, dostępną w czterech kolorach. Rok później gama kolorów została rozszerzona, a w roku 2020 powstały wersje z klonowymi podstrunnicami, oraz limitowana wersja w wykończeniu "Nebula" (zaprezentowana w styczniu 2020 na targach NAMM).

## Życie prywatne
Mayer ma wiele tatuaży. Między innymi „Life” i „Home” na obu ramionach, „77" (rok urodzenia) na lewej piersi, rybę na prawej łopatce, w kwietniu 2008 ukończony został tatuaż pokrywający całe jego lewe ramię a zawierający, poza floralnymi motywami i smoczą figurą, inicjały jego idola „SRV” (Stevie Ray Vaughan).
Jest kolekcjonerem i koneserem zegarków. Na pytanie dlaczego kolekcjonuje zegarki, Mayer odpowiedział, że są dla niego biżuterią. Jego zdaniem sensowną biżuterią dla mężczyzny są jedynie zegarki i obrączki ślubne – a zegarki prościej zmieniać.
Mayer miał w 2002 roku krótki romans z Jennifer Love Hewitt, od 2006 do 2007 roku spotykał się przez kilka miesięcy z Jessicą Simpson. Od lutego 2008 roku Mayer związany był z Jennifer Aniston. Przy wręczeniu Oscarów w lutym 2009 Mayer i Aniston wystąpili po raz pierwszy oficjalnie jako para.
Był również z piosenkarką country i pop, aktorką Taylor Swift.
Mayer posiada apartament w nowojorskiej dzielnicy SoHo, willę ze studiem nagraniowym w zamkniętej dzielnicy Los Angeles Hidden Hills oraz posiadłość w stanie Montana.

## Dyskografia

### Albumy
- Inside Wants Out (1999)
- Room For Squares (2000) – zdobył poczwórną platynową płytę[23]
- Any Given Thursday (2003)
- Heavier Things (2003) – zdobył podwójną platynową płytę
- Try! John Mayer Trio live in Concert (2005, ze swoim zespołem John Mayer Trio)
- Continuum (2006) – zdobył podwójną platynową płytę
- The Village Sessions  (EP 2006)
- Where the Light Is: John Mayer Live in Los Angeles (2008, ze swoim zespołem John Mayer Trio)
- Battle Studies (2009)
- Born and Raised (2012)
- Paradise Valley (2013)
- The Search for Everything (2017)
- Sob Rock (2021)

### Single
- „No Such Thing” (2002)
- „Your Body Is a Wonderland” (2002)
- „Why Georgia” (2003)
- „Bigger Than My Body” (2004)
- „Clarity” (2004)
- „Daughters” (2004)
- „Who Did You Think I Was” (2005)
- „Waiting on the World to Change” (2006)
- „Belief” (2006)
- „Gravity” (2007)
- „Dreaming with a Broken Heart” (2007)
- „Say” (2007)
- „Who Says” (2009)
- „Heartbreak Warefare” (2009)
- „Shadow days” (6 marca 2012)
- „Queen of California” (30 września 2012)
- „New Light” (10 maja 2018)
- „I Guess I Just Feel Like” (22 lutego 2019)
- „Carry Me Away” (6 września 2019)
- „Last Train Home” (4 czerwca 2021)
- „Shot in the Dark” (16 lipca 2021)
- „Wild Blue” (18 sierpnia 2021)
- „Automatic Yes” (oraz Zedd) (11 października 2024)

### DVD
- Any Given Thursday (2003)
- Where The Light Is: John Mayer Live in Los Angeles (2008, ze swoim zespołem John Mayer Trio)

## Nagrody
| Rok  | Nagroda                                           | Kategorie |
| ---- | ------------------------------------------------- | --- |
| 2009 | Grammy Award                                      | - Best Solo Rock Vocal Performance „Gravity” aus Where The Light Is – Live in Los Angeles - Best Male Pop Vocal Performance Say (z filmu Choć goni nas czas) - Best Long Form Music Video Where the Light Is: John Mayer Live in Los Angeles – nominacja - Best Song Written For Motion Picture, Television Or Other Visual Media Say (do filmu Choć goni nas czas) – nominacja - Best Pop Collaboration With Vocals Lesson Learned (feat. John Mayer) z albumu Alicia Keys As I Am – nominacja |
| 2008 | Grammy Award                                      | - Best Male Pop Vocal Belief – nominacja |
| 2008 | People’s Choice Award                             | - Favorit Male Singer – nominacja |
| 2007 | American Music Awards                             | - Adult Contemporary Music – nominacja |
| 2007 | TEC Awards                                        | - Tour Sound Production (Continuum Tour) - Record Production/Single or Track („Waiting on the World to Change”) - Record Production/Album (Continuum) |
| 2007 | Grammy Award                                      | - Best Pop Vocal Album Continuum - Best Male Pop Vocal Performance Waiting on the World to Change |
| 2006 | World Music Awards                                | - World’s Best Pop/Rock Artist – nominacja |
| 2006 | Dundies from the NBC Television Show „The Office” | - Tallest Music Dude |
| 2005 | American Music Awards                             | - Adult Contemporary: Favorite Artist – nominacja |
| 2005 | Groovevolt Music and Fashion Award                | - Best Album – Male Heavier Things – nominacja - Best Song Performance – Male Clarity – nominacja |
| 2005 | World Music Awards                                | - World’s Best Selling Rock Act – nominacja |
| 2005 | People’s Choice Award                             | - Favorite Male Artist – nominacja |
| 2005 | Grammy Awards                                     | - Song Of The Year – Daughters - Best Male Pop Vocal Performance Daughters |
| 2004 | BDS Certified Spin Awards March 2004 recipients   | - 100000 sprzedanych CD Why Georgia |
| 2003 | ASCAP                                             | - ASCAP Pop Award – No Such Thing (wraz z Clay Cook) |
| 2003 | American Music Awards                             | - Favorite Male Artist – Pop or Rock 'n Roll Music – nominacja |
| 2003 | Boston Music Award                                | - Act of the Year - Male Vocalist of the Year – nominacja - Song of the Year Your Body Is a Wonderland – nominacja |
| 2003 | Grammy Award                                      | - Best Male Pop Vocal Performance Your Body Is a Wonderland |
| 2003 | MTV Video Music Award                             | - Best Male Video Your Body Is A Wonderland – nominacja |
| 2003 | Radio Music Award                                 | - Modern Adult Contemporary Radio Artist of the Year - Best Artist of the year – nominacja - Best Hook-Up Song Your Body Is a Wonderland – nominacja |
| 2003 | Teen People Awards                                | - Choice Music – Male Artist - Choice Music – Album Any Given Thursday |
| 2003 | Danish Music Awards                               | - Best New Artist |
| 2002 | MTV Video Music Awards                            | - Best New Artist w video No Such Thing – nominacja |
| 2002 | Orville H. Gibson Guitar Awards                   | - Les Paul Horizon Award (Most Promising Up and Coming Guitarist) – nominacja |
| 2002 | VH1 Big in 2002 Awards                            | - Can’t Get You Out of My Head Award No Such Thing |
| 2002 | Pollstar Concert Industry Awards                  | - Best New Artist Tour |